# Gissey-sur-Ouche
Gissey-sur-Ouche ist eine französische Gemeinde mit 357 Einwohnern (Stand: 1. Januar 2022) im Département Côte-d’Or in der Region Bourgogne-Franche-Comté. Sie gehört zum Arrondissement Dijon und zum Kanton Talant.

## Geographie
Gissey-sur-Ouche liegt etwa 23 Kilometer westsüdwestlich von Dijon an der Ouche. Die Gemeinde wird umgeben von Agey im Norden, Sainte-Marie-sur-Ouche im Norden und Nordosten, Arcey im Nordosten, Gergueil im Osten und Südosten, Saint-Victor-sur-Ouche im Süden und Südwesten, Barbirey-sur-Ouche im Westen und Südwesten sowie Remilly-en-Montagne im Nordwesten. 

## Bevölkerungsentwicklung
| Jahr                       | 1962 | 1968 | 1975 | 1982 | 1990 | 1999 | 2006 | 2013 | 2019 |
| Einwohner                  | 158  | 149  | 180  | 211  | 290  | 303  | 364  | 353  | 354  |
| Quellen: Cassini und INSEE |      |      |      |      |      |      |      |      |      |

## Sehenswürdigkeiten
- Geburtskirche (Église de la Nativité)
- Brücke über die Ouche

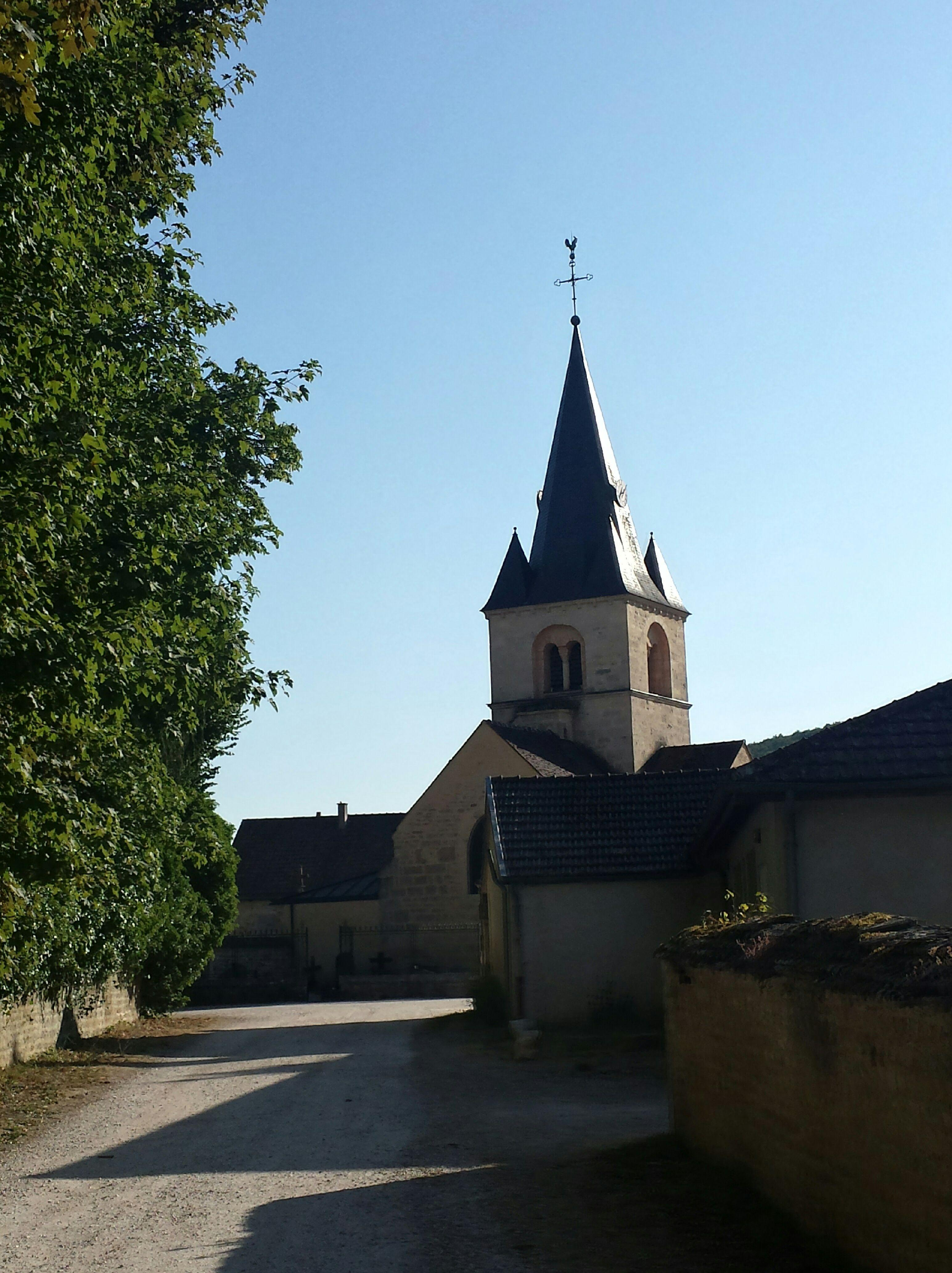
Geburtskirche
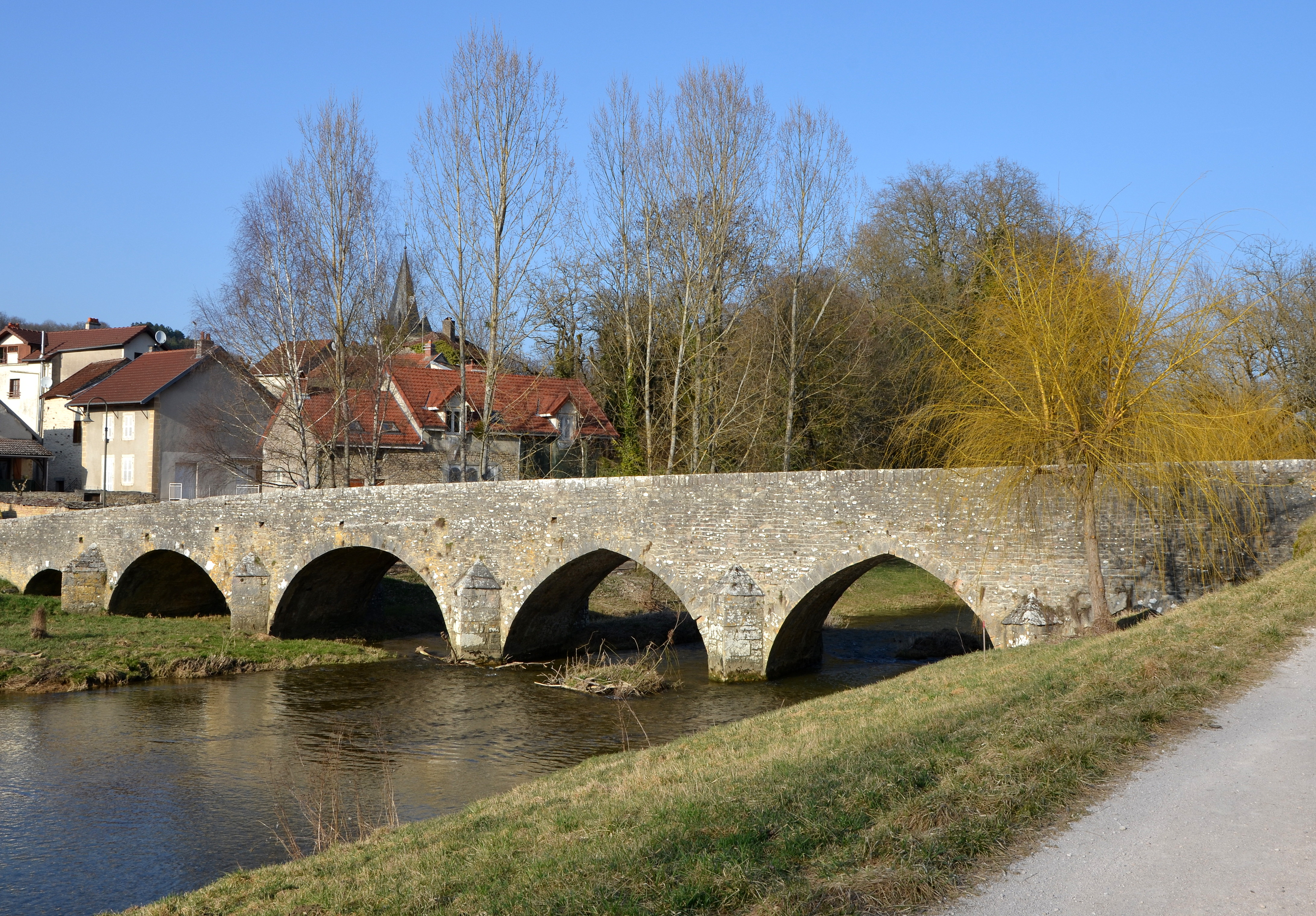
Brücke über die Ouche